# Goy (dibujante)
Goy, seudónimo de Luis Goyenechea Saavedra (25 de septiembre de 1951 - 20 de julio de 2013), fue un dibujante chileno, especializado en sátira política.

## Biografía
Fue hijo de Luis Goyenechea Zegarra, dibujante conocido como Lugoze, quien lo introdujo en el mundo de la caricatura política internacional. Sus primeros trabajos los tuvo en los diarios La Segunda y Negro en el Blanco, este último publicado entre 1986 y 1989.
Luego del plebiscito de 1988, comenzó a trabajar en el humor político nacional. Entre 1989 y 1995, trabajó en el suplemento del periódico La Tercera llamado Topaze, donde era el encargado de dibujar a Augusto Pinochet. Paralelamente, participó en distintas publicaciones, como las revistas Sepa y El bisturí de papel, y el suplemento El aguijón. También trabajó en los diarios El Metropolitano y El Periodista.
Falleció en 2013 víctima de un cáncer.